# Pontonema ditlevseni
Pontonema ditlevseni is een rondwormensoort uit de familie van de Oncholaimidae. De wetenschappelijke naam van de soort is voor het eerst geldig gepubliceerd in 1934 door Kreis.